# Jaxartiolus
Jaxartiolus là một chi bọ cánh cứng trong họ Chrysomelidae.
Chi này được miêu tả khoa học năm 1922 bởi Jacobson.

## Các loài
Chi này gồm các loài:
- Jaxartiolus kozlovi Lopatin, 1997